# Lapisowanie
Lapisowanie - technika, polegająca na nasączaniu powierzchni zęba mlecznego 40% roztworem azotanu srebra. Technikę tę stosuje się w przypadku, gdy większa część powierzchni zęba jest już mocno zniszczona przez próchnicę i nie da się założyć wypełnienia. Z roztworu wytrąca się samo srebro, które ma silne właściwości bakteriobójcze. Pozwala to zatrzymać próchnicę i dzięki temu zęba nie trzeba usuwać. Jest to bardzo ważne, ponieważ przedwczesne usuwanie zębów mlecznych grozi późniejszymi wadami zgryzu.
Technika ta wiąże się jednak z zabarwieniem zęba na charakterystyczny czarny kolor sczerniałego srebra. Zabieg trwa około 1 minuty na jeden ząb. Zabieg jest wykonywany za darmo w gabinetach z kontraktem NFZ.